# Agustín Millares Torres
Agustín Millares Torres (Las Palmas de Gran Canaria, 25 de agosto de 1826 − 17 de mayo de 1896) fue un historiador, novelista y músico canario, autor de la obra monumental titulada Historia General de las Islas Canarias.

## Datos biográficos
Agustín Millares Torres nació en Las Palmas de Gran Canaria el 25 de agosto de 1826. A la edad de trece años ingresa en el Seminario para cursar bachillerato, al tiempo que se va formando en la disciplina musical. En 1841 entra a formar parte de la banda de música del Ayuntamiento de Las Palmas y empieza a realizar composiciones de tipo popular.
Tras obtener el título de Bachiller, en 1844 se inscribe en la Escuela de Notariado de Las Palmas, donde obtiene el título en 1846. Se desplaza entonces a Madrid a cursar estudios en el Conservatorio Superior de Música durante dos años. A su regreso a Gran Canaria imparte clases de música, en el Colegio San Agustín.
El 4 de octubre de 1850 se casa con Encarnación Cubas Báez. De este matrimonio nacieron once hijos, entre los que destacaron los novelistas y dramaturgos Luis y Agustín Millares Cubas, siendo padre este último del polígrafo Agustín Millares Carlo y del escritor Juan Millares Carló (que a su vez será el padre de los pintores Manolo Millares, Eduardo Millares y Jane Millares Sall, de los poetas José María Millares y Agustín Millares Sall y del músico Totoyo Millares). Del matrimonio de Millares Torres con Encarnación Cubas y Báez nació también Francisca Millares Cubas, madre del novelista, poeta, dramaturgo y director de cine Claudio de la Torre Millares  y de la poetisa, novelista, cantante lírica y actriz Josefina de la Torre Millares.
Su ingente labor fue reconocida en 1882 al ser nombrado miembro correspondiente de la Real Academia de Historia. Falleció en su ciudad natal el 17 de mayo de 1896.

## La labor historiográfica
Agustín Millares Torres es una de las figuras más destacadas del movimiento intelectual que se produjo en Canarias durante el siglo XIX a favor del conocimiento y divulgación del pasado y la realidad del Archipiélago. En el campo de la historiografía su interés, de carácter enciclopédico, abarcó distintas disciplinas como la antropología, la arqueología, la biografía, la religión, etc. Su primer trabajo de envergadura fue la Historia de la Gran Canaria, en la que recogen todos los hechos de la Conquista de Canarias, aparecida en 1860, primer tomo, y 1861, segundo tomo, en la Imprente de M. Collina.
En 1872 publica el primer tomo de Biografías de canarios célebres, en el que incluye tanto a personajes del pasado indígena, como Andamana y Doramas, como a personajes de la cultura canaria reciente, desde Bartolomé Cairasco de Figueroa hasta José Viera y Clavijo. El texto provoca, en 1874, la condena del obispo Urquinaona, con quien el historiador mantendrá una difícil relación. Ello le motiva a escribir, ese año, la Historia de la Inquisición en Canarias. En 1878 publica una segunda edición de Biografía de canarios célebres, considerablemente aumentada.
En 1881 comienza a publicar su magna obra, Historia General de las Islas Canarias, que se prolonga hasta 1895 con diez tomos. Constituyó, hasta ese momento, la obra más ambiciosa y completa que jamás se había publicado sobre las Islas Canarias.

## Producción literaria

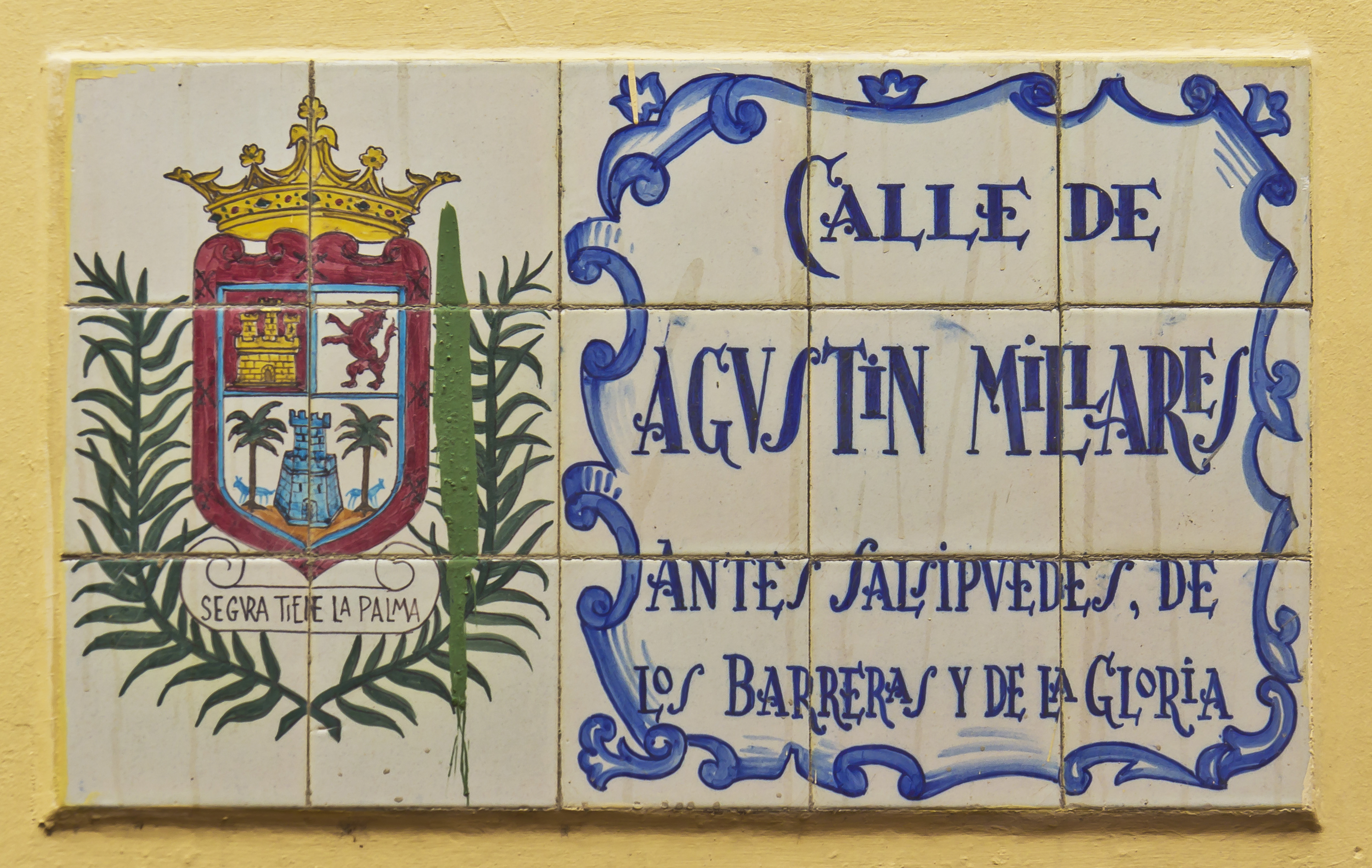
Calle de Agustín Millares, en el Barrio de Vegueta en Las Palmas de Gran Canaria

Millares Torres escribió poesía, pero fue en el género de la novela donde obtuvo gran éxito en su tiempo. Abordó temas legendarios e históricos, muy en la línea de la novela romántica de su tiempo.
En 1858 apareció en forma de leyenda el título Benartemi que, debido al éxito que obtuvo, fue aumentada por el autor en forma de novela con el título de El último de los canarios. Esta fue quizá la novela de más éxito de Millares Torres. En la estela de El último mohicano (1826), de James Fenimore Cooper, El último de los canarios es una obra de corte romántico que ensalza los valores de los indígenas canarios en momentos inmediatamente posteriores a la conquista de Gran Canaria por parte de la Corona de Castilla.
En 1860 apareció la novela Esperanza, que también fue reeditada años después, es 1875, debido a su éxito de público. En el terreno de la leyenda publicó en 1866 el volumen Leyendas canarias. En 1871 publicó la novela Eduardo Alar, que ya había sido divulgada en forma de folletín años antes.
Otras novelas suyas son Historia de un hijo del pueblo (1876) y Aventuras de un converso (1877). Gran parte de su obra, como era habitual en la segunda mitad del siglo XX, apareció en forma de folletín en la prensa insular. Es el caso de obras como Sola, Un suicidio, Sacrificio, Ella y yo, Tres en uno, etc, que fueron apareciendo a partir de 1883 en El Liberal. También escribió obras teatrales como Una coqueta (comedia) y La bruja de Cambaluz (drama).

## Obras musicales
Agustín Millares Torres fue un músico notable. Escribió oberturas, misereres, himnos, marchas, valses, zarzuelas, etc.
Representó, entre otras, las zarzuelas Polvorín, Un disfraz, Un amor imposible, Blanca, Adalmina (inspirada en su propia novela, Aventuras de un converso), El misterio de la vida, Estrella, Amor y Celos, y la ópera en dos actos Abnegación.
Su dedicación musical estuvo siempre comprometida con la sociedad de su tiempo. A su labor como docente hay que sumar su responsabilidad como director de la Capilla de Música de la Catedral de Las Palmas y de la Banda de la Milicia Nacional.